# 超級黃蜂
超級黃蜂，是日本純種競賽馬匹。生涯活躍於一哩賽事，曾勝出天鵝錦標、京王盃春季盃、每日王冠及讀賣盃，另外曾於朝日盃未來錦標、安田紀念及兩次一哩冠軍賽中跑獲亞軍。

## 出賽前
2003年3月20日出生於北海道浦河町Garbera Park Stud，成長途中被馬主森本悳男購入。
其後交由栗東訓練中心練馬師矢作芳人訓練。

## 競賽生涯

### 2歲
2005年9月11日出戰札幌競馬場2歲新馬戰，維持於先頭位置下於對面直路稍為後退，於直路未能縮窄距離，最終以第四完賽。
其後出戰2歲未勝利戰，本次比賽選擇後上下在途中開始加速變奏，最終成功於直路取得領先，以頭位優勢取首勝。
10月15日出戰每日盃兩歲錦標，採取居中戰術下於直路跑出不俗的勢頭，最終敗於丸河勝驥及Diamond Head取得第三。
2星期後隨即以條件戰胡桃賞作為目標，取得第一人氣下成功以輕鬆的姿態帶出取得第二勝。
其後出戰一級賽朝日盃未來錦標，比賽初段以較為穩定的步速取位，進佔約莫第七的中團位置下尋找遮擋等待時機。進入直路後，其隨即於中檔位置展開加速，並跑出全長最快的後600米34.0秒末腳速度，但最終仍然未能超越前方透出的李察靈駒，以頸位差距落敗得第二。

### 3歲
2006年首戰選擇為彌生賞，比賽途中雖然以穩定的節奏保持於第五左右的位置，但進入直路後無法順利提速，最終以第五完賽。
其後繼續以經典戰線作為目標，然而距離適性不足之下於皋月賞及東京優駿（日本打吡）分別以第十及第十五大敗。
進入秋季後，其重返一哩戰線並以富士錦標作為起動戰，然而狀態持續低迷下以第十四落敗。
11月4日出戰公開賽仙后座錦標，採取主動的前置戰術下於最後彎道開始發力，直路順利帶離對手下以1馬位優勢取得睽違1年的勝利。
11月19日繼續一哩戰線的征程，並以一哩冠軍賽作為目標，然而於比賽途中完全未能發揮實力，以第九的戰績完賽。
賽後，其因為些微受傷進入休養，未有繼續出賽。

### 4歲
2007年2月25日復出並出戰阪急盃，然而一直維持於先頭位置於直路逐步失速，最終僅跑獲第七。
3月10日出戰公開賽大阪城錦標，重拾居中戰術下於直路戰線優秀的反應，爆發速度下以鼻位優勢壓贏Hokko Soresore。
然而於其後的二級賽讀賣盃卻未能維持表現，持續保持於最後方位置並以包尾第十五大敗。
5月6日再度轉往公開賽，於都大路錦標中以居中姿態搭配最後彎道的發力，成功於直路中段取得優勢並阻止後上馬的Meiner Hearty的攻勢，以1 1/2馬位取得第五勝。
其後再度挑戰一級賽，出戰安田紀念，但最終因為後追不上而以第十一大敗。
秋季其以公開賽港灣人工島錦標作為調整，保持於先頭有利位置下於直路瞬間衝出，最終拉開後方對手4馬位取得勝利，同時亦因為三勝公開賽但未有分級賽優勝的戰績而被稱為「公開賽大將」（オープン大将）。
10月27日按照計劃出戰天鵝錦標，本次比賽於初段未有急於上前進佔位置，而是順應其他對手的動作保持於隊伍後方位置。進入直路後，其於外檔位置以望空的姿態展開衝刺，最終轟出後600米33.9秒的末腳速度下超越前方所有賽駒，以復仇的姿態壓贏李察靈駒並取得首個分級賽冠軍，亦為練馬師矢作芳人帶來首個分級賽勝利。
其後根據賽程安排以一級賽一哩冠軍賽作為目標，賽前取得第四人氣。比賽開始後，其選擇進佔中團內欄的位置，一直保持於馬群途中並運用遮擋減省體力小號。進入直路後，其再度展現出優秀的加速力展開衝刺，可惜僅能接近但未能超越於先頭部隊的大和主將，以頸位差距取得第二。
年末，其原定繼續出戰阪神盃，但出現發燒的情況下避戰並放草。

### 5歲
2008年3月30日縮程出戰高松宮紀念，為其首次出戰1200米的賽事，最終未能由中團位置順利衝出，敗於精雕微琢、拳壇奇蹟、鈴鹿鳳凰及桂冠戰士取得第五。
短暫放草放草後於5月17日出戰京王盃春季盃，繼續使用居中戰術下於通過彎道後稍為上前，並於最後彎道繼續發力，最終於直路上成功進入全速狀態，壓贏同樣由中後方上前的天之吻及鈴鹿鳳凰取得冠軍。
其後直接前往美浦訓練中心進行調整並以6月的安田紀念作為目標，然而於直路上未能表現出加速的狀態，最終無法順利衝刺下以第八落敗
秋季以每日王冠作為熱身戰，比賽初段於第五的位置展開推進，於比賽途中一直維持穩定的步速。進入直路後，其開始逐步縮窄和前方的距離，於最後400米處開始迫近前方領放的伏特加，最終成功在終點線前超越對手取得冠軍。
其後出戰一哩冠軍賽，採取後上戰術下一直維持於後方位置，於最後彎道才開始抽出外檔進行加速。於直路上，其雖然跑出不俗的末腳，但仍然未能壓制同為後上馬但位置更前的Blumenblatt，最終敗於對西取得第二。
12月14日遠征香港出戰香港一哩錦標，繼續維持於後方位置展開賽事，但於直路上未能進一步縮窄距離，最終以第五落敗。

### 6歲
2009年年初，其之馬主名義變更為田島政光，但森本悳男仍然擁有所有權。
於充足休養過後，其在4月18日出戰讀賣盃，比賽途中其進佔第六的位置，於直路開始推進下在最後400米取得領先，及後亦成功抵擋結伴行的攻勢，以頸位優勢率先衝線。
其後以安田紀念作為目標，繼續進佔中團位置下於有利位置推進，但於直路無法展開突破，最終僅跑獲第七。
進入秋季後，其原定繼續於一哩戰線征戰，但腳部不適下未有出戰任何賽事。

### 7歲
2010年首戰轉戰泥地，出戰二月錦標，然而於泥地適性完全不足下在直路大幅失速，最終以包尾第十五大敗。
其後重返草地賽事出戰讀賣盃，以挑戰連霸作為目標，然而於中團徐徐推進下未能於直路爆發速度，最終以第九落敗。
6月6日出戰安田紀念，維持於最後方位置下於直路在大外檔展開追逐，雖然憑借望空的優勢縮窄不少距離，但仍然未能於最後一步超越昭和革新，最終以1/2馬位差距落敗，第四度於一級賽取得亞軍。
進入秋季後增程出戰秋季天皇賞，然而距離適性的問題未有解決下無法交出表現，最終以第十一大敗。
其後原定出戰一哩冠軍賽，但因右前腳出現肌腱炎而於11月7日退役。

### 詳細賽績
| 日期       | 舉辦國家/地區 | 馬場 | 距離   | 級別 | 賽事名稱       | 負重 | 騎師     | 馬號 | 出馬 | 名次 | 時間   | 頭馬（二馬）                |
| ---------- | ------------- | ---- | ------ | ---- | -------------- | ---- | -------- | ---- | ---- | ---- | ------ | --------------------------- |
| 11/9/2005  | 日本          | 札幌 | 草1800 |      | 2歲新馬        | 54   | 岩崎祐己 | 10   | 11   | 4    | 1:55.4 | Akino Red Star              |
| 24/9/2005  | 日本          | 札幌 | 草1500 |      | 2歲未勝利      | 54   | 四位洋文 | 3    | 14   | 1    | 1:31.3 | （Deep Wing）               |
| 15/10/2005 | 日本          | 京都 | 草1600 | GII  | 每日盃兩歲錦標 | 55   | 四位洋文 | 5    | 11   | 3    | 1:37.5 | 丸河勝驥                    |
| 30/10/2005 | 日本          | 東京 | 草1400 |      | 胡桃賞         | 55   | 四位洋文 | 4    | 9    | 1    | 1:23.0 | （Apollo No Satori）        |
| 11/12/2005 | 日本          | 中山 | 草1600 | GI   | 朝日盃未來錦標 | 55   | 內田博幸 | 5    | 14   | 2    | 1:33.7 | 李察靈駒                    |
| 5/3/2006   | 日本          | 中山 | 草2000 | GII  | 彌生賞         | 56   | 四位洋文 | 4    | 10   | 5    | 2:02.1 | 賞月                        |
| 16/4/2006  | 日本          | 中山 | 草2000 | GI   | 皋月賞         | 57   | 四位洋文 | 14   | 18   | 10   | 2:01.2 | 名將森遜                    |
| 28/5/2006  | 日本          | 東京 | 草2400 | GI   | 東京優駿       | 57   | 川田將雅 | 1    | 18   | 15   | 2:30.6 | 名將森遜                    |
| 21/10/2006 | 日本          | 東京 | 草1600 | GIII | 富士錦標       | 54   | 吉田豐   | 4    | 18   | 14   | 1:34.6 | Kinetics                    |
| 4/11/2006  | 日本          | 京都 | 草1800 | OP   | 仙后座錦標     | 53   | 安部幸夫 | 13   | 13   | 1    | 1:46.8 | （Hokko Soresore）          |
| 19/11/2006 | 日本          | 京都 | 草1600 | GI   | 一哩冠軍賽     | 56   | 幸英明   | 2    | 18   | 9    | 1:33.6 | 大和主將                    |
| 25/2/2007  | 日本          | 阪神 | 草1400 | GIII | 阪急盃         | 56   | 安部幸夫 | 12   | 16   | 7    | 1:21.0 | Precise Machine 榮進特快[a] |
| 10/3/2007  | 日本          | 阪神 | 草1800 | OP   | 大阪城錦標     | 54   | 藤岡佑介 | 1    | 12   | 1    | 1:47.2 | （Hokko Soresore）          |
| 14/4/2007  | 日本          | 阪神 | 草1600 | GII  | 讀賣盃         | 57   | 藤岡佑介 | 12   | 15   | 15   | 1:34.6 | 金剛力王                    |
| 6/5/2007   | 日本          | 京都 | 草1600 | OP   | 都大路錦標     | 55   | 藤岡佑介 | 11   | 15   | 1    | 1:36.4 | （Meiner Hearty）           |
| 3/6/2007   | 日本          | 東京 | 草1600 | GI   | 安田紀念       | 58   | 藤岡佑介 | 15   | 18   | 11   | 1:33.1 | 大和主將                    |
| 30/9/2007  | 日本          | 阪神 | 草1600 | OP   | 港灣人工島錦標 | 56   | 藤岡佑介 | 6    | 18   | 1    | 1:33.3 | （Ambroise）                |
| 27/10/2007 | 日本          | 京都 | 草1400 | GI   | 天鵝錦標       | 57   | 藤岡佑介 | 12   | 18   | 1    | 1:20.7 | （李察先生）                |
| 18/11/2007 | 日本          | 京都 | 草1600 | GI   | 一哩冠軍賽     | 57   | 藤岡佑介 | 7    | 18   | 2    | 1:32.7 | 大和主將                    |
| 30/3/2008  | 日本          | 中京 | 草1200 | GI   | 高松宮紀念     | 57   | 藤岡佑介 | 7    | 18   | 5    | 1:07.4 | 精雕微琢                    |
| 17/5/2008  | 日本          | 東京 | 草1400 | GII  | 京王盃春季盃   | 58   | 藤岡佑介 | 12   | 17   | 1    | 1:20.8 | （天之吻）                  |
| 8/6/2008   | 日本          | 東京 | 草1600 | GI   | 安田紀念       | 58   | 藤岡佑介 | 11   | 18   | 8    | 1:33.7 | 伏特加                      |
| 12/10/2008 | 日本          | 東京 | 草1800 | GI   | 每日王冠       | 58   | 藤岡佑介 | 2    | 16   | 1    | 1:44.6 | （伏特加）                  |
| 23/11/2008 | 日本          | 京都 | 草1600 | GI   | 一哩冠軍賽     | 57   | 藤岡佑介 | 17   | 18   | 2    | 1:32.7 | Blumenblatt                 |
| 14/12/2008 | 香港          | 沙田 | 草1600 | GI   | 香港一哩錦標   | 57   | 藤岡佑介 | 2    | 14   | 5    | 1:33.3 | 好爸爸                      |
| 18/4/2009  | 日本          | 阪神 | 草1600 | GI   | 讀賣盃         | 58   | 藤岡佑介 | 3    | 10   | 1    | 1:33.9 | （結伴行）                  |
| 7/6/2009   | 日本          | 東京 | 草1600 | GI   | 安田紀念       | 58   | 藤岡佑介 | 13   | 18   | 7    | 1:34.2 | 伏特加                      |
| 21/2/2010  | 日本          | 東京 | 泥1600 | GI   | 二月錦標       | 57   | 藤岡佑介 | 5    | 15   | 15   | 1:41.9 | 希望之城                    |
| 17/4/2010  | 日本          | 阪神 | 草1600 | GII  | 讀賣盃         | 58   | 藤岡佑介 | 13   | 18   | 9    | 1:33.7 | 帝王加冕                    |
| 6/6/2010   | 日本          | 東京 | 草1600 | GI   | 安田紀念       | 58   | 藤岡佑介 | 9    | 18   | 2    | 1:31.8 | 昭和革新                    |
| 31/10/2010 | 日本          | 東京 | 草2000 | GI   | 秋季天皇賞     | 58   | 藤岡佑介 | 15   | 18   | 11   | 1:59.5 | 迷人景致                    |

a 此兩駒為平頭冠軍

## 退役後
退役後，超級黃蜂成為了配種馬，於北海道新日高町Arrow Stud休養，在2011年進行配種。首批子嗣於2012年出生，可於2014年出賽。
2016年9月30日被轉移至北海道中標津町中標津大西雅信牧場，繼續於此地進行配種。
2019年7月由配種馬退役，於牧場內進行養老生活，但目前消息不明。

## 血統簡介
父系特里安盧為美國出生的英國賽駒，生涯戰績彪炳，曾勝出中央公園錦標、二千堅尼錦標、愛爾蘭二千堅尼、英國國際錦標及英國冠軍錦標等一級賽，退役後前往日本配種。祖父El Gran Senor為美國出生的愛爾蘭賽駒，生涯戰績優秀，曾勝出一級賽杜何斯特錦標、二千堅尼錦標及葉森打吡。
母系You Sun Polish為日本賽駒，生涯三戰全敗。祖父El Senor為美國賽駒，曾勝出海厄利亞草地盃、鮑靈格林讓賽及連霸劍舞者讓賽，亦於祖夏殊草地經典邀請賽及加拿大國際錦標跑獲亞軍。

### 血統表
| 父線：北地舞人系（新北區系）           |                              |                    |                   |
| 種馬 特里安盧 1989年（栗色）           | El Gran Senor 1981年（棗色） | 北地舞人           | 新北區            |
| 種馬 特里安盧 1989年（栗色）           | El Gran Senor 1981年（棗色） | 北地舞人           | Natalma           |
| 種馬 特里安盧 1989年（栗色）           | El Gran Senor 1981年（棗色） | Sex Appeal         | Buckpasser        |
| 種馬 特里安盧 1989年（栗色）           | El Gran Senor 1981年（棗色） | Sex Appeal         | Best in Show      |
| 種馬 特里安盧 1989年（栗色）           | Hot Princess 1980年（栗色）  | Hot Spark          | Habitat           |
| 種馬 特里安盧 1989年（栗色）           | Hot Princess 1980年（栗色）  | Hot Spark          | Garvey Girl       |
| 種馬 特里安盧 1989年（栗色）           | Hot Princess 1980年（栗色）  | Aspara             | Crimson Satan     |
| 種馬 特里安盧 1989年（栗色）           | Hot Princess 1980年（栗色）  | Aspara             | Courtside         |
| 繁殖雌馬 You Sun Polish 1997年（棗色） | El Senor 1984年（灰色）      | Valdez             | Exclusive Native  |
| 繁殖雌馬 You Sun Polish 1997年（棗色） | El Senor 1984年（灰色）      | Valdez             | Sally Stark       |
| 繁殖雌馬 You Sun Polish 1997年（棗色） | El Senor 1984年（灰色）      | Sunrise Sue        | Grey Dawn         |
| 繁殖雌馬 You Sun Polish 1997年（棗色） | El Senor 1984年（灰色）      | Sunrise Sue        | Sophistry         |
| 繁殖雌馬 You Sun Polish 1997年（棗色） | Elzevir 1984年（棗色）       | Elocutionist       | Gallant Romeo     |
| 繁殖雌馬 You Sun Polish 1997年（棗色） | Elzevir 1984年（棗色）       | Elocutionist       | Strictly Speaking |
| 繁殖雌馬 You Sun Polish 1997年（棗色） | Elzevir 1984年（棗色）       | Friendly Relations | 新北區            |
| 繁殖雌馬 You Sun Polish 1997年（棗色） | Elzevir 1984年（棗色）       | Friendly Relations | Flaring Top       |
| 雌系：號族：8-f                        |                              |                    |                   |
| 五代內近親交配：新北區 4×4             |                              |                    |                   |

## 命名由來
名字Super Hornet（スーパーホーネット）出自F/A-18E/F超級大黃蜂式打擊戰鬥機，香港則因為字數限制，翻譯為「超級黃蜂」。

## 外部連結
- 超級黃蜂 netkeiba.com （页面存档备份，存于）
- 血統表 （页面存档备份，存于）